# James Lovelock
James Ephraim Lovelock CH, CBE, FRS (Hertfordshire, 26 de julho de 1919 – Abbotsbury 26 de julho de 2022) foi um pesquisador independente e ambientalista que viveu na Cornualha (oeste da Inglaterra).
A popular hipótese de Gaia foi articulada por Lovelock com a colaboração de Lynn Margulis, para explicar o comportamento sistêmico do planeta Terra.

## Biografia
Lovelock nasceu na  cidade jardim  de Letchworth (Letchworth Garden City), Hertfordshire.
Após estudar química e matemática na University of Manchester obteve um cargo no Medical Research Council do Institute for Medical Research em Londres.
Em 1948 obteve um Ph.D. em medicina no London School of Hygiene and Tropical Medicine. Pesquisas na Universidade de Yale, Baylor University College of Medicine, e Harvard University.
Lovelock inventou muitos instrumentos científicos utilizados pela NASA para análise de atmosferas extraterrestres e superfície de planetas. Para Lovelock o contraste entre o equilíbrio estático da atmosfera de Marte (muito dióxido de carbono com pouquíssimo oxigênio, metano e hidrogênio) e a mistura dinâmica da atmosfera da Terra é forte indicio da ausência de vida naquele planeta.
Em 1958 inventou o Detector de Captura de Elétrons, que auxiliou nas descobertas sobre a persistência do CFC e seu papel no empobrecimento da camada de ozônio.

## Hipótese de Gaia
A partir dos anos 1960 Lovelock começou a desenvolver uma hipótese científica que veio a ser batizada Hipótese de Gaia, postulando que os organismos vivos modificam seu ambiente inorgânico de maneira favorável à sua sobrevivência, formando juntos um sistema complexo e autorregulado que funciona de maneira semelhante a um único organismo vivo. A hipótese foi duramente criticada em seu aparecimento, mas com o passar do tempo seus elementos mais essenciais foram largamente aceitos pela comunidade científica. A hipótese permanece em parte controversa, mas abriu todo um novo campo de estudos interdisciplinares nas Ciências da Terra e contribuiu para a formação de uma visão holística da vida e da evolução no planeta, afastando-se do mecanicismo clássico. A relevante contribuição à ciência dada através desta hipótese lhe valeu a prestigiada Medalha Wollaston da Sociedade Geológica de Londres.

## Energia nuclear
Em 2004 Lovelock surpreendeu ambientalistas ao afirmar que "só a energia nuclear pode deter o aquecimento global". Para ele, apenas a energia nuclear era uma alternativa realista aos combustíveis fósseis para suprir a enorme necessidade de energia da humanidade, sem aumentar a emissão de gases causadores do efeito estufa.
Mais tarde, propõe que sejam instalados enormes tubos no fundo do oceano. A proposta inclui um intercambio hídrico de temperatura nos oceanos, usando as águas profundas dos golfos como agente de transferência, procedimento que resultaria no aquecimento do fundo e esfriamento da superfície, como a água fria é mais pesada, mesmo que a circulação do agente transferência esteja ao próprio nível do mar, a única energia disponível, além da energia eólica, é fissão nuclear controlada.
Não existe, no mundo, nenhum parecer de biólogos em resposta ao projeto, nem a quantidade de urânio enriquecido que seria necessária.

## Extinção da humanidade
Escrevendo no jornal britânico The Independent em janeiro de 2004, Lovelock disse que como resultado do aquecimento global no final do século XXI:
| “ | Bilhões de nós morrerão e os poucos casais férteis de pessoas que sobreviverão estarão no Ártico onde o clima continuará tolerável. | ” |

Lovelock afirmou que, pelo final do século, a temperatura média nas regiões temperadas aumentarão 8 °C e nos trópicos até 5 °C, tornando a maior parte das terras agriculturáveis do mundo inabitáveis e impróprias para a produção de alimentos.
| “ | Temos que ter em mente o assustador ritmo da mudança e nos darmos conta de quão pouco tempo resta para agir, e então cada comunidade e nação deve achar o melhor uso dos recursos que possui para sustentar a civilização o máximo de tempo que puderem. | ” |

## Ponto de não retorno
Em janeiro de 2006 afirmou no The Independent que "o mundo já ultrapassou o ponto de não retorno quanto às mudanças climáticas e a civilização como a conhecemos dificilmente irá sobreviver". Acreditava que os esforços para conter o aquecimento global já não podem obter sucesso completo e a vida na Terra nunca mais será a mesma.

## Aquecimento global
Numa entrevista em abril de 2012, Lovelock afirmou que foi "alarmista" sobre o momento da mudança climática, mas não sobre a mudança em si. Ainda acredita que o clima deve aquecer, embora a taxa de mudança não seja como se pensava.
| “ | O problema é que não sabemos o que o clima está fazendo. Pensávamos que sabíamos há 20 anos. Isto levou a alguns livros alarmistas (incluindo meus) pois parecia claro, mas não aconteceu. O mundo não se aqueceu muito desde o início do milênio. Doze anos é um tempo razoável... A temperatura manteve-se praticamente constante, ao passo que deveria ter aumentado. O dióxido de carbono está aumentando, não há dúvida sobre isso... Não há nada realmente acontecendo ainda. Neste momento, deveríamos estar a meio caminho de um mundo árido. | ” |

Escreveu um livro discutindo como a humanidade pode ajudar a regular os sistemas naturais da Terra.

## Morte
Lovelock morreu em 26 de julho de 2022, quando completou 103 anos de idade.